# Uszanka galapagoska
Uszanka galapagoska (Zalophus wollebaeki) – gatunek drapieżnego ssaka z rodziny uchatkowatych (Otariidae).

## Taksonomia
Gatunek po raz pierwszy zgodnie z zasadami nazewnictwa binominalnego opisał w 1853 roku norweski zoolog Erling Sivertsen nadając mu nazwę Zalophus wollebaeki. Holotyp pochodził z wyspy Floreana, w archipelagu Galapagos, w Ekwadorze. 
Dawniej określany jako Z. c. wollebaeki, jeden z trzech podgatunków Z. californianus; trzy blisko spokrewnione taksony, Z. californianus, Z. wollebaeki i wymarły Z. japonicus, są obecnie odrębnymi gatunkami. Autorzy Illustrated Checklist of the Mammals of the World uznają ten gatunek za monotypowy. 

### Etymologia
- Zalophus: gr. ζα- za- „bardzo”; λοφος lophos „czub”[7].
- wollebaeki: Alf Wollebaek (1879–1960), norweski zoolog i kustosz w Muzeum w Oslo, w 1925 roku dowodził norweską ekspedycję zoologiczną na Galapagos[8].

## Zasięg występowania
Uszanka galapagoska występuje w archipelagu Galapagos na równikowym Oceanie Spokojnym, w tym wszystkie główne wyspy i liczne mniejsze skały; nieregularnie pojawia się na Isla de la Plata u wybrzeży Ekwadoru.

## Morfologia
Długość ciała samic 120 cm, samców około 150 cm; masa ciała samic 50–100 kg, samców do 250 kg. Noworodki osiągają długość 60–80 cm (średnio 73 cm) i ciężar około 6 kg. Kolor ich skóry jest zróżnicowany – zazwyczaj brązowy lub brązowo-czarny. Wzór zębowy zmienny: 75% – I {\displaystyle {\tfrac {3}{2}}} C {\displaystyle {\tfrac {1}{1}}} PC {\displaystyle {\tfrac {6}{5}}} = 36, 25% – I {\displaystyle {\tfrac {3}{2}}} C {\displaystyle {\tfrac {1}{1}}} PC {\displaystyle {\tfrac {5}{5}}} = 34. 

## Ekologia
Żywią się głównie sardynkami. Ich naturalnymi wrogami są rekiny i orki. Zamieszkują Galapagos i w mniejszej ilości wyspę Isla de la Plata. Są często widywane przez turystów na plażach. 

## Status zagrożenia i ochrona
W Czerwonej księdze gatunków zagrożonych Międzynarodowej Unii Ochrony Przyrody i Jej Zasobów został zaliczony do kategorii EN (ang. endangered „zagrożony”). Ssaki te są w większości chronione, gdyż Galapagos wchodzą w skład Ekwadorskiego Parku Narodowego.